# اندیس سلستین آبزیر لردگان
سلستین آبزیر لردگان یک اندیس غیرفلزی است که در حوالی شهر کوه کلاله استان چهارمحال و بختیاری قرار دارد سنگ میزبان این اندیس گچ است و دیرینگی آن به دوران میوسن می‌رسد. در این اندیس، پاراژنز‌های ژیپس- یافت می‌شوند.